# امتیاز سونبورن برگر
امتیاز سونبورن برگر (به انگلیسی: Sonneborn–Berger) یک سیستم رتبه‌بندی در فرمت سوئیسی در شطرنج می‌باشد. همچنین با نام Neustadtl نیز شناخته می‌شود.
نحوه محاسبه این امتیاز جمع امتیازهای حریف ضرب در ۱ در صورت برد و ضرب در ۰٫۵ در صورت مساوی می‌باشد. دلیل این نحوه امتیاز بندی این است که ارزش برد/مساوی در مقابل بازیکنی با امتیاز بالاتر، بیشتر مد نظر قرار بگیرد.

## نمونه
جدول مسابقات قهرمانی ۱۹۷۵ شطرنج جهان:
| جایگاه | نام          | امتیازات مسابقات رو در رو | امتیازات مسابقات رو در رو | امتیازات مسابقات رو در رو | امتیازات مسابقات رو در رو | امتیازات مسابقات رو در رو | امتیازات مسابقات رو در رو | امتیازات مسابقات رو در رو | امتیازات مسابقات رو در رو | امتیازات مسابقات رو در رو | امتیازات مسابقات رو در رو | امتیازات مسابقات رو در رو | امتیازات مسابقات رو در رو | امتیازات مسابقات رو در رو | امتیازات مسابقات رو در رو | امتیازات مسابقات رو در رو | امتیاز | امتیاز سونبورن |
| جایگاه | نام          | 1                         | 2                         | 3                         | 4                         | 5                         | 6                         | 7                         | 8                         | 9                         | 10                        | 11                        | 12                        | 13                        | 14                        | 15                        | امتیاز | امتیاز سونبورن |
| ------ | ------------ | ------------------------- | ------------------------- | ------------------------- | ------------------------- | ------------------------- | ------------------------- | ------------------------- | ------------------------- | ------------------------- | ------------------------- | ------------------------- | ------------------------- | ------------------------- | ------------------------- | ------------------------- | ------ | -------------- |
| ۱      | Sloth        | -                         | ½                         | ½                         | ۱                         | ½                         | ½                         | ۱                         | ۱                         | ½                         | ۱                         | ½                         | ۱                         | ۱                         | ۱                         | ۱                         | ۱۱     | ۶۹٫۵           |
| ۲      | Zagorovsky   | ½                         | -                         | ۰                         | ½                         | ۱                         | ½                         | ۱                         | ۱                         | ۱                         | ½                         | ۱                         | ۱                         | ۱                         | ۱                         | ۱                         | ۱۱     | ۶۶٫۷۵          |
| ۳      | Kosenkov     | ½                         | ۱                         | -                         | ½                         | ½                         | ½                         | ½                         | ½                         | ۱                         | ۱                         | ½                         | ۱                         | ۱                         | ۱                         | ۱                         | ۱۰½    | ۶۷٫۵           |
| ۴      | Khasin       | ۰                         | ½                         | ½                         | -                         | ½                         | ۱                         | ½                         | ۰                         | ۱                         | ۱                         | ½                         | ۱                         | ½                         | ۱                         | ½                         | ۸½     | ۵۴٫۷۵          |
| ۵      | Kletsel      | ½                         | ۰                         | ½                         | ½                         | -                         | ½                         | ½                         | ½                         | ½                         | ۰                         | ۱                         | ۱                         | ½                         | ۱                         | ۱                         | ۸      | ۴۷٫۷۵          |
| ۶      | De Carbonnel | ½                         | ½                         | ½                         | ۰                         | ½                         | -                         | ½                         | ½                         | ۰                         | ۱                         | ½                         | ½                         | ۰                         | ۱                         | ۱                         | ۷      | ۴۵٫۲۵          |
| ۷      | Arnlind      | ۰                         | ۰                         | ½                         | ½                         | ½                         | ½                         | -                         | ½                         | ۱                         | ۰                         | ½                         | ½                         | ۱                         | ۱                         | ½                         | ۷      | ۴۲٫۵           |
| ۸      | Dunhaupt     | ۰                         | ۰                         | ½                         | ۱                         | ½                         | ½                         | ½                         | -                         | ۰                         | ½                         | ۱                         | ۰                         | ۱                         | ½                         | ۱                         | ۷      | ۴۱٫۵           |
| ۹      | Maedler      | ½                         | ۰                         | ۰                         | ۰                         | ½                         | ۱                         | ۰                         | ۱                         | -                         | ۱                         | ½                         | ½                         | ½                         | ½                         | ۱                         | ۷      | ۴۱٫۵           |
| ۱۰     | Estrin       | ۰                         | ½                         | ۰                         | ۰                         | ۱                         | ۰                         | ۱                         | ½                         | ۰                         | -                         | ۱                         | ۱                         | ۱                         | ۰                         | ۱                         | ۷      | ۴۰٫۵           |
| ۱۱     | Walther      | ½                         | ۰                         | ½                         | ½                         | ۰                         | ½                         | ½                         | ۰                         | ½                         | ۰                         | -                         | ۰                         | ۱                         | ½                         | ۱                         | ۵½     | ۳۳٫۲۵          |
| ۱۲     | Boey         | ۰                         | ۰                         | ۰                         | ۰                         | ۰                         | ½                         | ½                         | ۱                         | ½                         | ۰                         | ۱                         | -                         | ½                         | ½                         | ۱                         | ۵½     | ۲۸٫۵           |
| ۱۳     | Abramov      | ۰                         | ۰                         | ۰                         | ½                         | ½                         | ۱                         | ۰                         | ۰                         | ½                         | ۰                         | ۰                         | ½                         | -                         | ½                         | ۱                         | ۴½     | ۲۴٫۷۵          |
| ۱۴     | Siklos       | ۰                         | ۰                         | ۰                         | ۰                         | ۰                         | ۰                         | ۰                         | ½                         | ½                         | ۱                         | ½                         | ½                         | ½                         | -                         | ۱                         | ۴½     | ۲۲٫۷۵          |
| ۱۵     | Nun          | ۰                         | ۰                         | ۰                         | ½                         | ۰                         | ۰                         | ½                         | ۰                         | ۰                         | ۰                         | ۰                         | ۰                         | ۰                         | ۰                         | -                         | ۱      | ۷٫۷۵           |

بازیکنان Sloth و Zagorovsky هردو در امتیاز ۱۱ برابر هستند، اما در امتیاز سونبورن برگر Sloth پیروز و قهرمان می‌شود.
در فرمول زیر نحوه محاسبه امتیاز Sloth قرار گرفته است:
{\displaystyle (0.5\times 11)+(0.5\times 10.5)+(1\times 8.5)+(0.5\times 8)+(0.5\times 7)+(1\times 7)+(1\times 7)+}{\displaystyle (0.5\times 7)+(1\times 7)+(0.5\times 5.5)+(1\times 5.5)+(1\times 4.5)+(1\times 4.5)+(1\times 1)=69.5}
همان‌طور که در فرمول بالا مشخص است، امتیاز Zagorovsky برابر با ۱۱ می‌باشد و Sloth نیز این بازی را با تساوی به پایان رسانده است. به همین جهت امتیاز ۱۱ در ۰٫۵ ضرب می‌شود.
امتیاز دوم هم به دلیل مساوی به مانند امتیاز اول محاسبه می‌شود اما امتیاز سوم به دلیل برد، ضرب در یک (۱*۸٫۵) می‌شود.